# 屋根裏設計
屋根裏設計（やねうらせっけい、英: Yaneura Design）は建築設計やインテリアデザイン、プロダクトデザインを業務とする大阪の会社で、2004年に創業した。建築やプロダクトデザインを通じて、世界中に新しい価値を提供することを目的としている。
作品は住宅、歯科医院、美容院、洋服店、子供服店、帽子専門店、レストラン、居酒屋など多岐にわたる。

## 成果

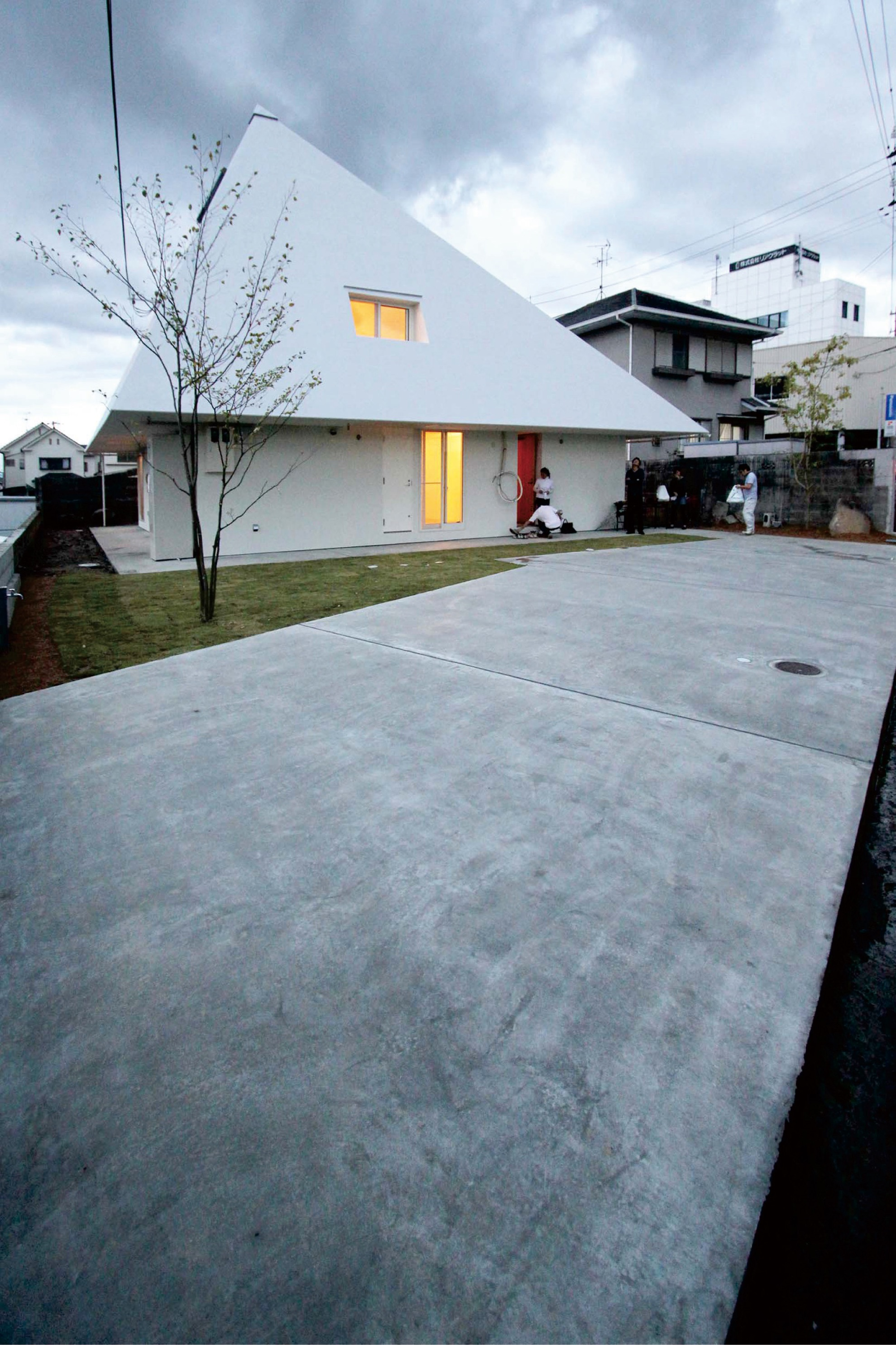
尾崎の家
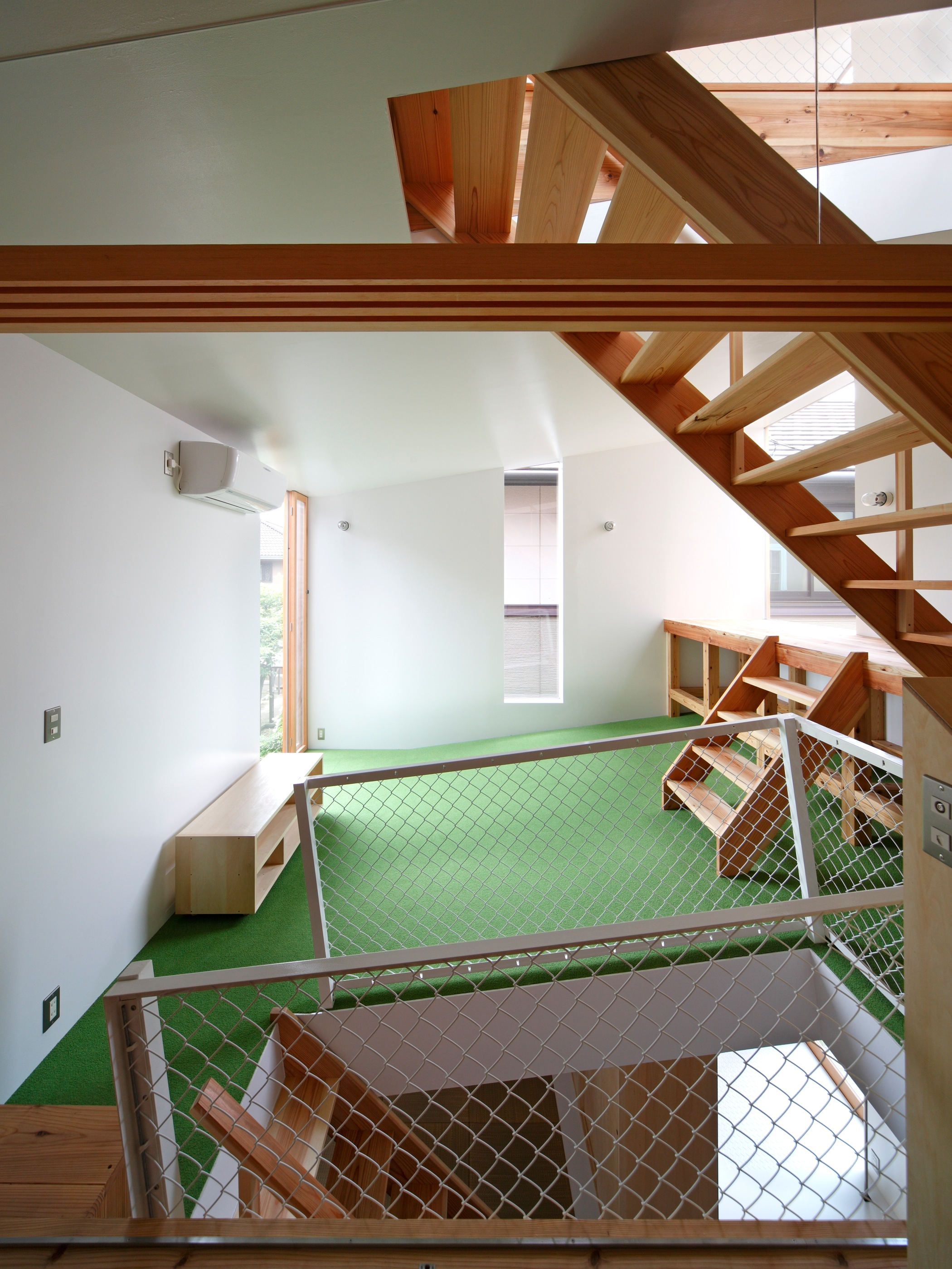
羽衣の家
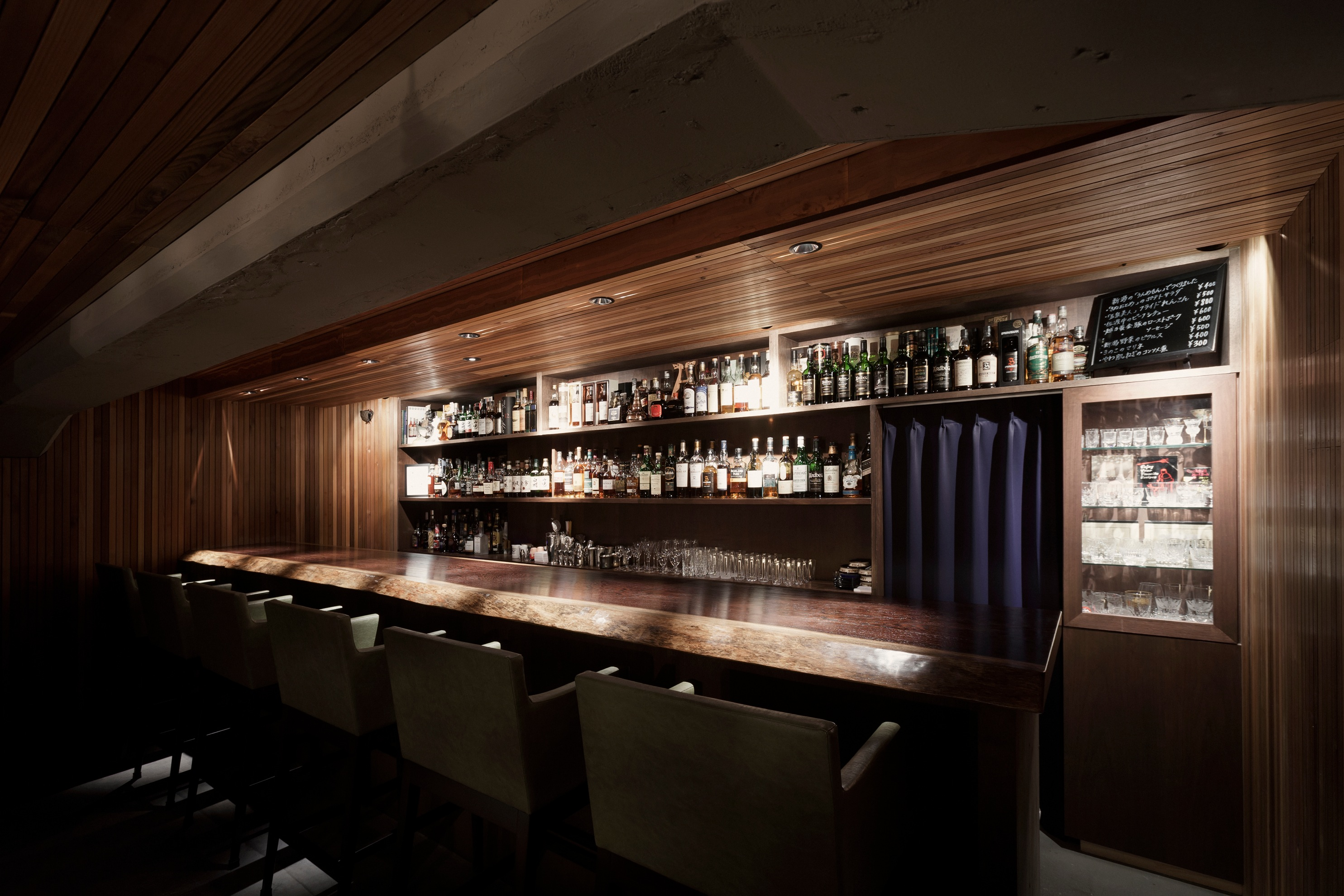
バー・つばめ

- 居酒屋k（2002年）
- 布施の家（2008年）

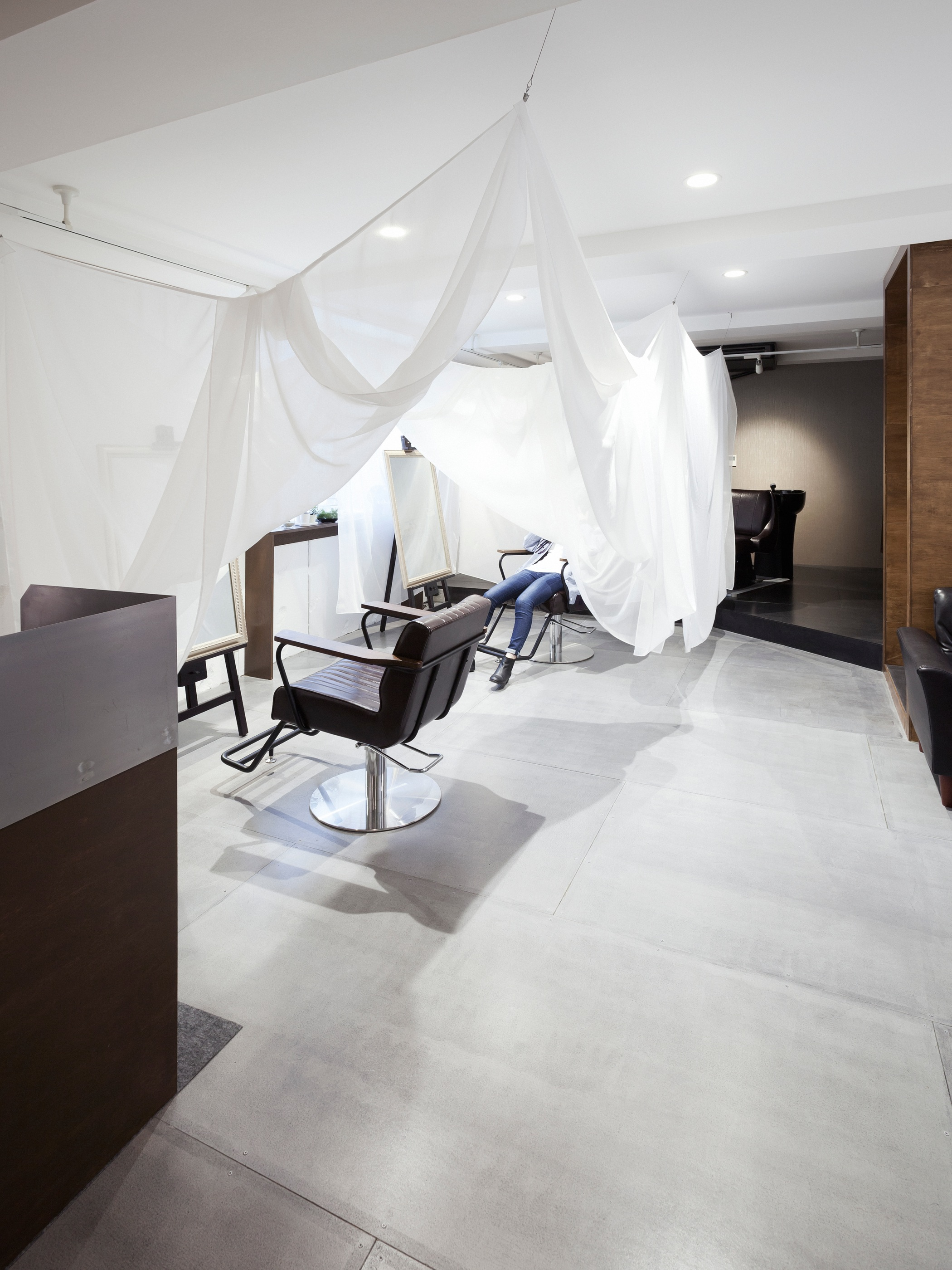
AG
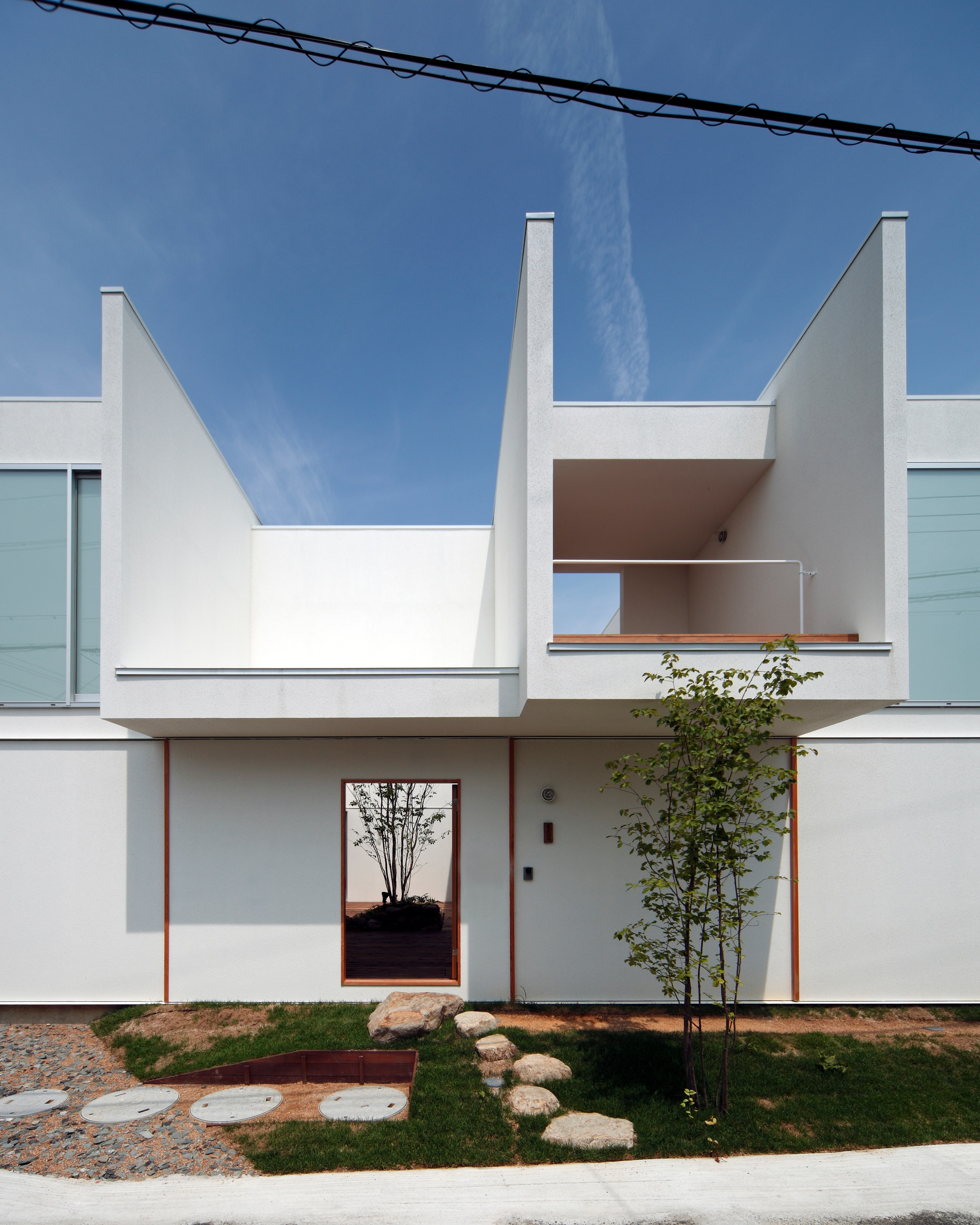
羽倉崎の家（2010年8月）
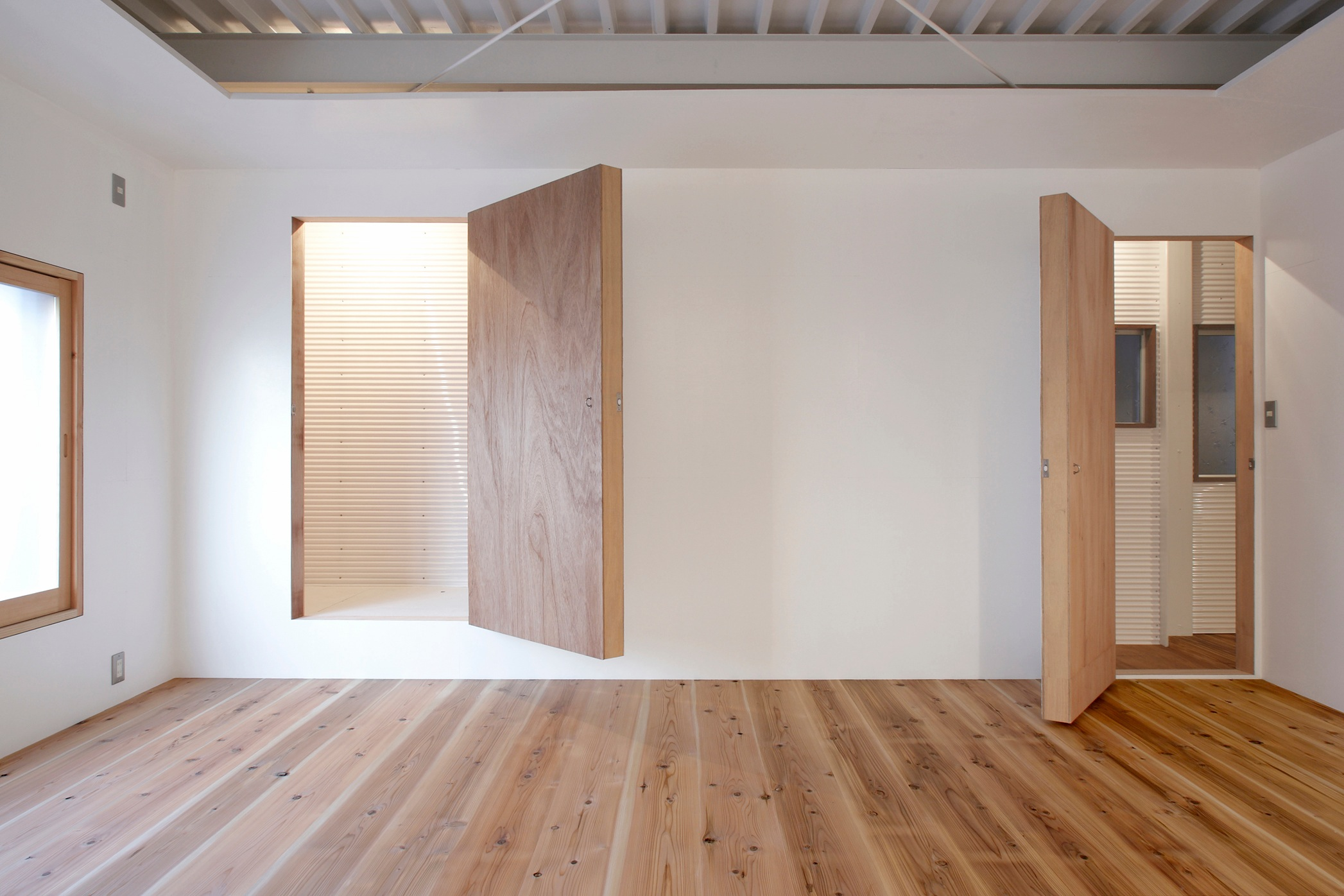
岸和田の家（2010年8月）
- 清児の家02（2010年8月）
- 和泉府中の家（2010年8月）
- k2 red label（2010年8月）
- イロエンピツ（2010年8月）
- やきとり とんどや（2010年8月）
- BENTENSAN（2010年8月）
- としな歯科医院（2010年8月）
- おぐり歯科クリニック（2010年8月）
- 尾崎の家（2011年）
- 羽衣の家（2011年）
- 星和台の家（2012年9月）
- 羽倉崎の家02（2012年8月）

- AG
- 羽倉崎の家
- 布施の家

- 尾崎の家
- 羽衣の家
- バー・つばめ